# Celama sexmaculata
Celama sexmaculata är en fjärilsart som beskrevs av Augustus Radcliffe Grote 1877. Celama sexmaculata ingår i släktet Celama och familjen trågspinnare. Inga underarter finns listade i Catalogue of Life.